# Campos Belos
Campos Belos este un oraș în Goiás (GO), Brazilia.